# Hori Hidemasa
Hori Hidemasa (堀 秀政?; 1553 – 28 giugno 1590) fu un samurai giapponese del periodo Sengoku, conosciuto anche come Hori Kyūtarō (堀 久太郎?), appartenente al clan Hori. Servitore prima di Oda Nobunaga e successivamente di Toyotomi Hideyoshi, fu uno dei più importanti generali di quest'ultimo e guidò la maggior parte delle sue battaglie durante la sua ascesa.

## Biografia
Nato nella provincia di Mino, fu cresciuto assieme al cugino Hori Naomasa da suo zio, un sacerdote Ikkō. All'inizio servì Ōtsu Chōji e Kinoshita Hideyoshi.
All'età di tredici anni entrò al servizio di Oda Nobunaga. A sedici divenne bugyō per la costruzione della residenza dello shōgun Ashikaga Yoshiaki a Hongaku-ji lavorando con Sugaya Nagayori, Ōtsu Nagaaki, Yabe Iesada, Hasegawa Hidekazu, Manmi Shigemoto e Fukutomi Hidekatsu. Tuttavia iniziò a passare sempre più tempo nei campi di battaglia. Nel 1575 aiutò Nobunaga nella campagna contro gli Ikkō-ikki della provincia di Echizen e successivamente contro i Saika-ikki due anni dopo, guidando un'armata degli Oda assieme a Hashiba Hideyoshi e Sakuma Nobumori.
Hidemasa seguì Nobunaga contro Araki Murashige nel 1578 e nel 1579, e contro i Takeda nel 1581. Nello stesso anno gli fu assegnato il feudo di Sakata nella provincia di Ōmi, con un ricavo di 25.000 koku. Anche se alcune fonti riportando che controllasse il castello di Nagahama durante quel periodo, molte altre indicano che fu Hideyoshi il vero assegnatario. Durante questo periodo fu ancora un bugyō e supervisionò la costruzione di un palazzo per i missionari Portoghesi. Giocò un ruolo importante durante la disputa religiosa degli Azuchi (安土宗論?, Azuchi shūron) nel 1579. Servendo come rappresentante di Nobunaga mantenne buoni rapporti con Tokugawa Ieyasu, Niwa Nagahide, e altri.
Nel 1582, Oda Nobunaga fu ucciso nell'incidente di Honnō-ji. Hidemasa entrò al servizio di Toyotomi Hideyoshi dopo la lotta per la successione all'interno del clan Oda e divenne l'assegnatario della maggior parte dei vecchi territori Oda.
Hidemasa guidò l'avanguardia di Hideyoshi nel 1582 durante la battaglia di Yamazaki assieme a Nakagawa Kiyohide e Takayama Ukon, e l'anno seguente ricevette grandi lodi da Tokugawa Ieyasu per la sua abilità nel combattimento. A questo punto Hideyoshi iniziò la sua battaglia con Shibata Katsuie, e Ieyasu espresse la propria fiducia nel fatto che la campagna sarebbe stata vinta senza problemi. Hidemasa fu promosso al quinto rango, prendendo il grado di Saemonfu (Ufficiale di sicurezza di Corte (左衛門?)) e gli fu assegnato il feudo di Sawayama nella provincia di Ōmi con un ricavo di 90.000 koku.
In seguito gestì per Hideyoshi i negoziati con la setta Ikkō che si opponeva fermamente a Nobunaga; il capo sacerdote di Renshō-ji era il cugino di Hidemasa, Hori Rokuemon, e così gli attriti furono velocemente risolti.

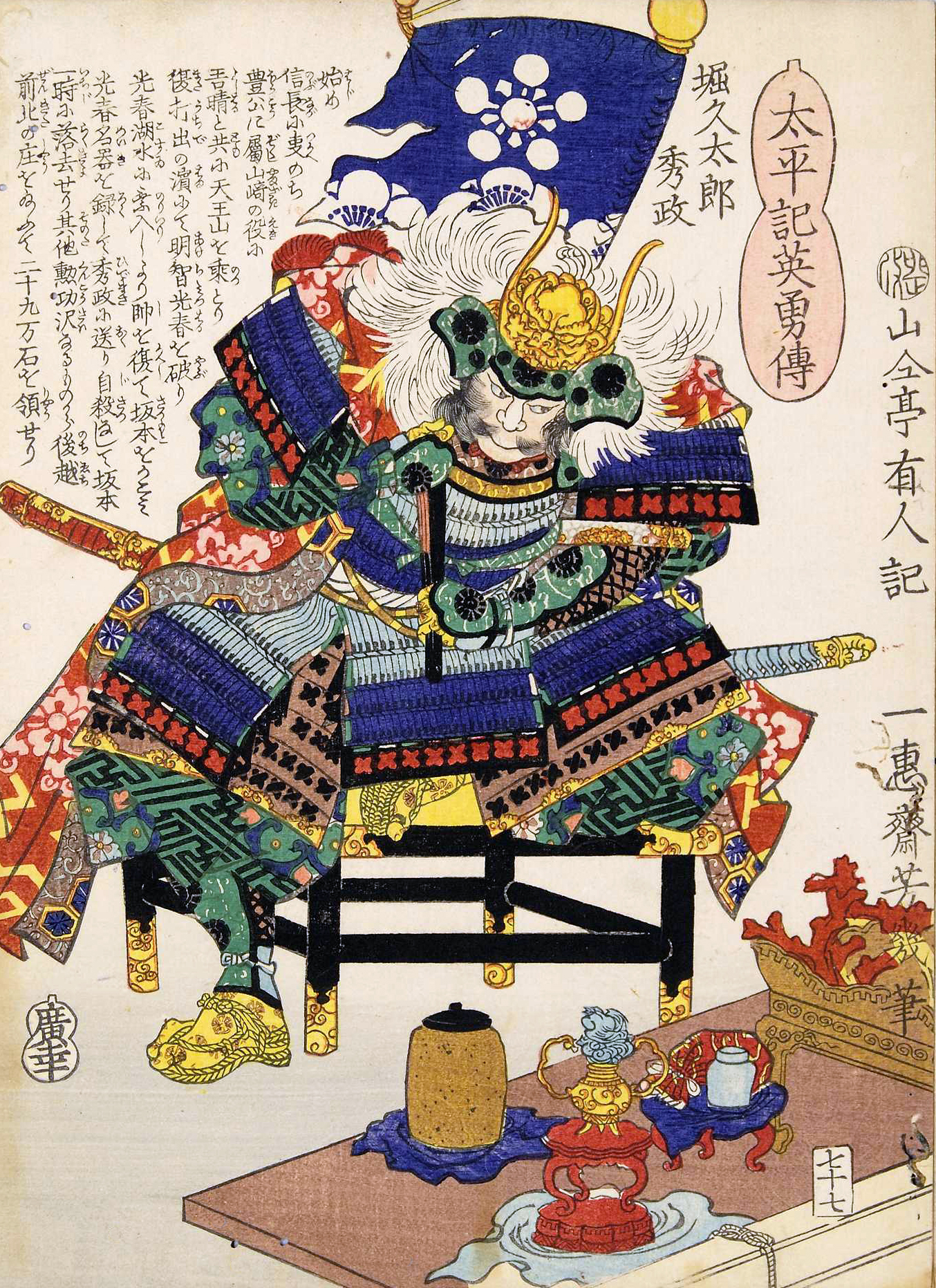
Hori Hidemasa

Hidemasa guidò nuovamente le forze di Hideyoshi nel 1584. Nella campagna di Komaki e Nagakute venne sconfitto dalle forze di Tokugawa Ieyasu. Colto di sorpresa da Ōsuga Yasutaka e Sakakibara Yasumasa riuscì a mantenere la posizione e respingere gli attacchi ma dovette successivamente ritirarsi dopo l'arrivo delle forze principali Tokugawa di 9.000 soldati. L'anno seguente Hideyoshi divenne Kampaku (Reggente Imperiale) e Hidemasa fu promosso al quarto rango di Corte. Dopo l'assedio di Negoro-ji e l'invasione di Shikoku, gli furono assegnate le terre di Niwa Nagahide nella provincia di Echizen, con una rendita di 180.000 koku. Si racconta che per la maggior parte della campagna non abbia mai riposato combattendo battaglia dopo battaglia senza interruzione.
Nell'assedio di Odawara del 1590 Hidemasa guidò per l'ultima volta le forze di Hideyoshi. Guidò il fianco sinistro dell'armata assediante con valorosi guerrieri sotto il suo comando, conquistando numerose fortificazioni minori.
Hidemasa si ammalò improvvisamente quell'anno e morì. le sue terre furono ereditate dal figlio maggiore Hori Hideharu.